# Nemcia truncata
Nemcia truncata är en ärtväxtart som först beskrevs av George Bentham, och fick sitt nu gällande namn av Michael Douglas Crisp. Nemcia truncata ingår i släktet Nemcia och familjen ärtväxter. Inga underarter finns listade i Catalogue of Life.